# Дезагюлье, Джон Теофил
Джон Теофил Дезагюлье (англ. John Theophilus Desaguliers, 12 марта 1683 года, Ла-Рошель, Франция — 29 февраля 1744 года, Лондон) — кальвинистский пастор, английский учёный, один из легендарных основателей современного символического масонства, третий великий мастер (1719—1720) Первой великой ложи Англии, известной также как Великая ложа Лондона и Вестминстера, или как Великая ложа Англии. Он также являлся активным сторонником и пропагандистом научных, философских и политических идей Исаака Ньютона.

## Биография
Джон Теофил Дезагюлье был сыном кальвинистского пастора, бежавшего в Англию в 1683 году, незадолго до отмены Нантского эдикта. Хотя легенда кальвинистов, взятая разными авторами из разрозненных источников, сообщает о более позднем выезде из Франции.
Проведя девять лет в Гернси, семья Дезагюлье (Жан, его жена и их сын Жан-Теофил) переехала в Лондон в 1692 году, где Жан Дезагюлье был назначен пастором в кальвинистскую церковь на Свалоу-стрит. В 1694 году его отец был назначен главой школы в Ислингтоне, пригороде Лондона, где юный Жан-Теофил изучал латынь, греческий и классиков.
Когда его отец умер в феврале 1699 года, он отправился жить в Бирмингем (Уорвикшир), где начал готовиться к поступлению в университет. 23 октября 1705 года он поступил в Колледж Крайст-Чёрч в Оксфорде. В 1709 году его академическое образование завершилось получением степени бакалавра искусств. Через три года после получения степени бакалавра, 2 мая 1712 года, он стал магистром искусств. Ему 29 лет. Он будет получать степень доктора юридических наук гораздо позже, 16 марта 1718 года, в возрасте 35 лет. Вопреки распространенной легенде, он никогда не изучал теологию в Лондоне или в другом месте, но изучал право в Оксфорде. В Оксфорде он увлёкся новой экспериментальной философией (физикой) и ньютоновской теорией. 4 июня 1710 года, Джон Теофил будет рукоположён в сан диакона (англиканской церкви) епископом Лондона, доктором Генри Комптоном. 2 мая 1712 года он был принят в степень магистра искусств и продолжил своё образование в Харт-Холле.
14 октября 1712 он женился на Джоанне, дочери Уильяма Падси Кидлингтона (Оксфордшир). Свадьба состоялась в церкви Шедуел (Ист-Энд, Лондон). После женитьбы, в 1713 году, Дезагюлье вернулся в Лондон. Он много времени проводил на Ченел Роу в Вестминстере. Рекомендованный доктором Кайлем, он преуспел у Фрэнсиса Хоксби (1666—1713) в качестве демонстратора для Королевского общества. В 29 июля 1714 года, после четырёх лет работы в Королевском обществе, он становится его членом, не платя за вход, будучи представленным Исааком Ньютоном, который являлся президентом общества с 1703 года (вплоть до своей смерти 31 марта 1727 года, в возрасте 84 лет). Он стал другом Ньютона. 8 декабря 1717 году он был рукоположён в сан священника (англиканской церкви) в Эли Хаус, епископом Эли.
Он является первым пропагандистом ньютоновских теорий. Он развивает эти идеи и доводит их до сведения широкой общественности в своём курсе по экспериментальной философии. Ему предложена должность демонстратора и куратора экспериментов. В течение остальной части его карьеры он распространял научные идеи Ньютона и их технологическое приложение.
Натуралистическая философия в большой степени повлияла на две конституции масонов, которые были составлены пастором Джеймсом Андерсоном. Этот текст был использован Великой ложей Лондона и Вестминстера (основана в 1717 году), где Дезагюлье был избран великим мастером с 1719 по 1720 годы, и таким образом стал одним из основателей современного спекулятивного масонства. Текст Конституций Андерсона будет заменён в 1815 году новой конституцией, которую примет Объединённая великая ложа Англии, основанная в 1813 году.
Дезагюлье публиковал различные работы в самых разных областях: электричество, философия, укрепления, перемещение воды и других жидкостей, механика, математика, автоматы, телескопы, оптика и даже вентиляция. Он был очень заинтересован в практическом применении новых научных теорий того времени, например, в 1717 году он отправился в Россию, где он построил паровой двигатель для работы царских фонтанов.
Идеи Дезагюлье также повлияли на Просвещение.
Кроме того, его исследования в механике (трение) и электричестве (проводимость) приводят к важным открытиям и изобретениям.
Дезагюлье в течение долгого времени страдал от подагры и умер после нескольких месяцев болезни в своей резиденции в районе Ковент-Гардена 29 февраля 1744 года. Он был похоронен 6 марта в часовне Савой в Лондоне.

## Награды и память
Джон Теофил Дезагюлье трижды удостаивался медали Копли, в 1734, 1736 и 1741 годах.
В его честь назван ряд масонских лож и два масонских храма — в Монреале и в Великой ложе Франции.

## Работы
- Fires Improv’d: Being a New Method of Building Chimneys, so as to Prevent Their Smoaking, from the French by Nicolas Gauger (London, 1715), mostly about an elaborate form of fire grate
- The Motion of Water and Other Fluids, from the French by Edmé Mariotte (London, 1718)
- The Mathematical Elements of Natural Philosophy, from the Latin by W. J. ’sGravesande (London, 1720)
- The Whole Works of Dr. Archibald Pitcairne, from the Latin (London, 1727), with G. Sewell
- An Account of the Mechanism of an Automaton, from the French by J. de Vaucanson (London, 1742).
- A Course of Experimental Philosophy, 1st edition, Vol I (London, 1734) and Vol II (London 1744)
- The Newtonian System, an Allegorical Poem (London, 1728), written on the accession of George II
- Appendix on the reflecting telescope, pp. 211–288 in William Brown’s translation Dr. Gregory’s Elements of Catoptrics and Dioptrics (London, 1735), which contains most of the correspondence between Newton and others relating to the development of Newton’s form of that instrument in 1668 and subsequently
- A Dissertation Concerning Electricity (London, 1742), the French version of which (Bordeaux, 1742) received a prize awarded by the Académie de Bordeaux (Course of Experimental Philosophy, II, 335).